# Anneaux
Pour les articles homonymes, voir Anneau.

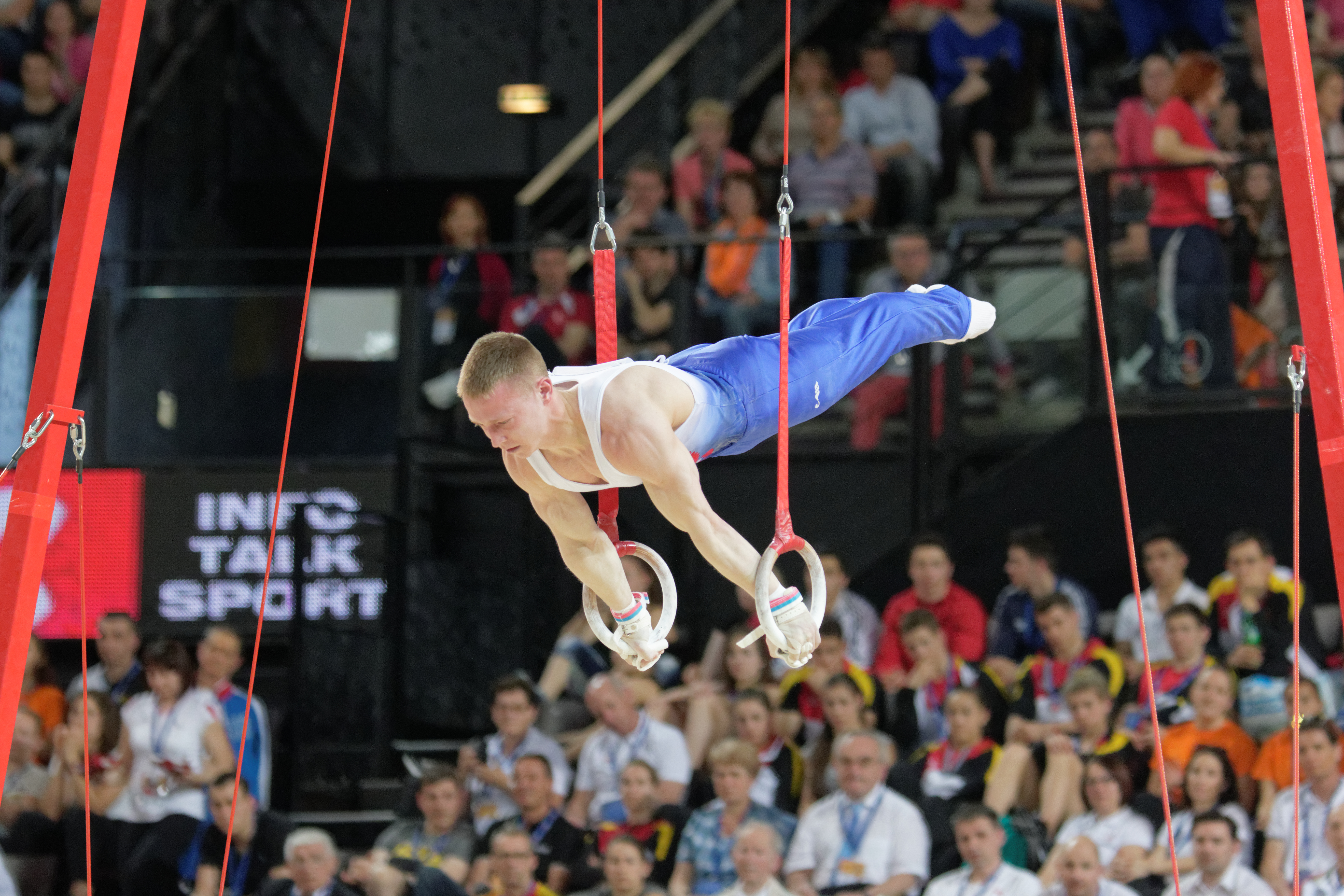
Denis Ablyazin réalisant une « planche » aux Championnats d'Europe de gymnastique artistique 2015.

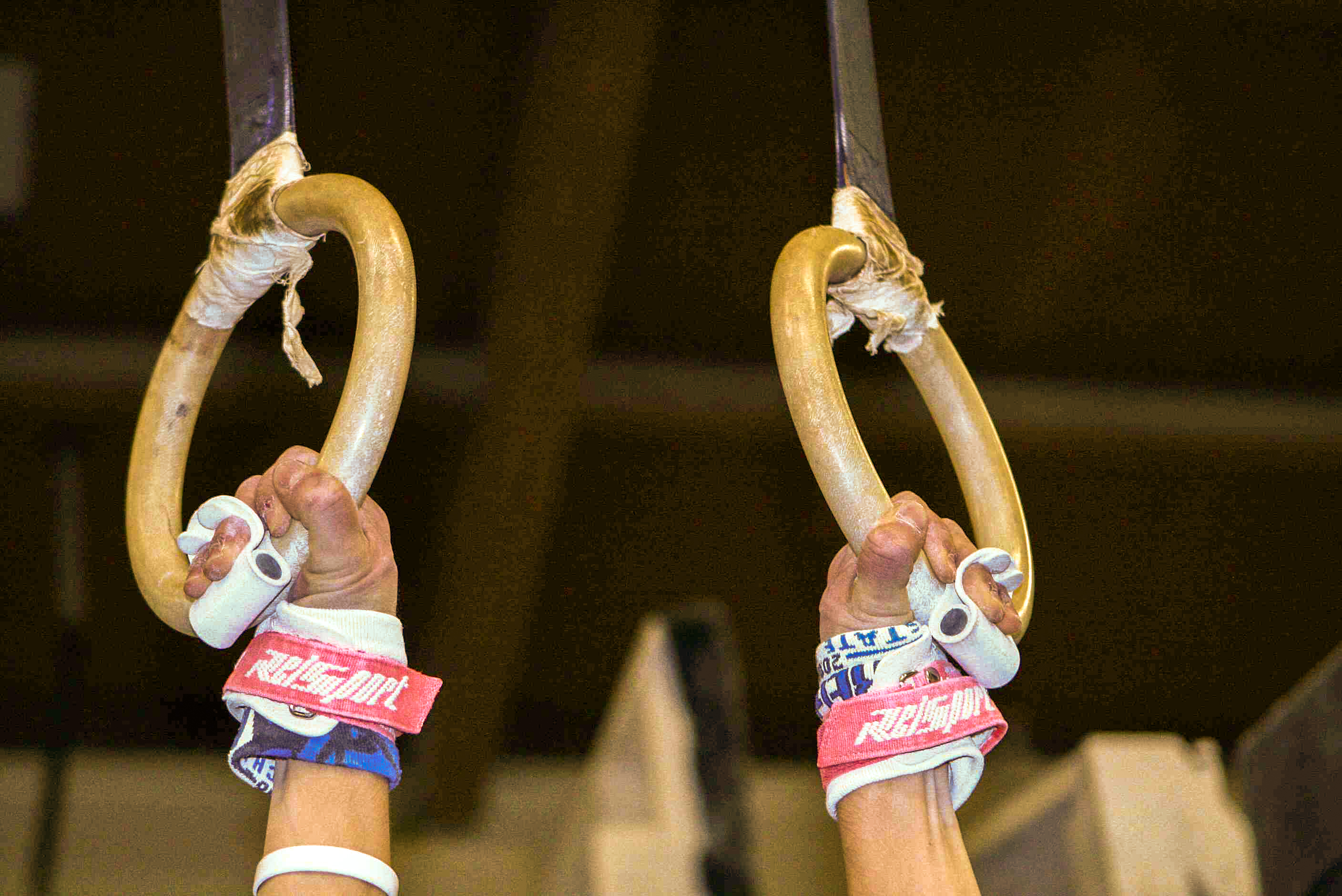
Maniques utilisées pour les anneaux.

Les anneaux sont un des six agrès utilisé particulièrement en gymnastique artistique masculine.

## En gymnastique

### Enchaînement
En gymnastique, c'est l'agrès qui nécessite le plus de force[réf. souhaitée]. L'enchaînement consiste à alterner des éléments en force (souvent en début de mouvement : croix de fer, planches, hirondelles) avec des phases d'élan (disloques, lunes, sorties saltos). Le gymnaste doit s'efforcer de faire en sorte que les anneaux ne balancent pas pendant son mouvement, ce qui, compte tenu de leur liberté, nécessite une grande puissance. Les anneaux sont faits de bois vernis et nécessitent l'emploi de maniques. Il faut tenir au minimum deux secondes pour que chaque figure soit comptabilisée.

### Dimensions
- Anneaux[1] : 
  - Diamètre intérieur 18 cm (± 0,1 cm)
  - Diamètre du profil 2,8 cm (± 0,1 cm)
- Longueur du pendule sous le dispositif de suspension :
  - Distance entre le point de suspension et le côté intérieur inférieur de l'anneau 300 cm (± 1 cm)
- Distance depuis le côté intérieur de l'anneau : 
  - au sol 280 cm (± 0,5 cm)
- Lanières : 
  - Longueur 70 cm (± 1 cm)
  - Largeur 4 cm (± 1 cm)
- Distance entre les 2 points de suspension au portique : 50 cm (± 0,5 cm)
- Portique : 
  - Hauteur du point d’attache de la poutrelle horizontale au sol : 580 cm (± 1 cm)
  - Distance intérieure des montants :
    - au sol : 260 cm min.
    - à la hauteur de 320 cm (point d’empreinte) : 280 cm min.
- Longueur de la poutrelle horizontale 120 cm min. mesurée à 30 cm du point d’attache
- Distance entre les câbles de tension :
  - dans le sens vertical de l’engin 550 cm (± 5 cm)
  - dans le sens transversal de l’engin 400 cm (± 5 cm)